# Christopher Trimmel
Christopher Trimmel (Oberpullendorf, Austria, 24 de febrero de 1987) es un futbolista austriaco. Juega de defensa y su equipo es el F. C. Union Berlin en la 1. Bundesliga de Alemania.

## Selección nacional
Es internacional absoluto con la selección de fútbol de Austria desde el año 2009.

## Clubes
| Club               | País     | Año       |
| ------------------ | -------- | --------- |
| ASK Horitschon     | Austria  | 2006-2008 |
| SK Rapid Viena     | Austria  | 2008-2014 |
| F. C. Union Berlin | Alemania | 2014-     |